# Любомир Тодоров (футболист)
Любомир Георгиев Тодоров е български футболист, който играе за Спартак (Плевен) като нападател. Роден е на 4 октомври 1988 г. Висок e 184 см. Юноша на Спартак.

## Кариера

### Спартак Плевен
Като юноша на Спартак, талантливия нападател е сочен за един от най-перспективните в „синьо-бяло“ и влиза в мъжкия състав още на 17 години подобно брат си Тихомир Тодоров. Той може да играе както на върха на атаката, така и по крилата и централната част терена, но след финансовият колапс на клуба преминава в Локомотив (Мездра), а след това и в Миньор (Перник).

### Завръщане в „Спартак“
Тодоров се завръща в родния Спартак на 2 юли 2012 г. като част от селекцията за Б група. Следващия сезон започва повече от успешно и Спартак е сред лидерите в Б група на полусезона и близо до постигане на целта – завръщане в А група, но след проблемите през зимната подготовка доиграва сезона и завършва на 6-о място. След преструктурирането на клуба и започването от В група, той остава верен на клуба в тежкия момент и не го напуска. През следващия сезон клубът се стабилизира, а по-следващия разгромява всички противници и се завръща с гръм и трясък в професионалния футбол. Неговите голове са с основен принос за успеха. С лоялността си към емблемата и сърцатата игра през годините се е превърнал в любимец на феновете. На 30.06.2015 г. той заминава със съпругата си за Англия, където ще работят. През това време обаче поддържа форма с аматьорския „БГ ТИЙМ“ съставен от българи работещи в Англия и печелят трофея в Stratford Monday Winter 2016 Premiership. След завръщането си в България, на 30 юни 2016 заминава с любимия Спартак на подготвителен лагер в Тетевен и се включва в подготовката за предстоящия сезон.